# Promiscuous
Promiscuous (Promiskuitní) je singl Nelly Furtado z jejího třetího alba Loose. Singl vyšel v roce 2006 a na americkém kontinentě byl prvním, který desku Loose prezentoval. V Evropě vyšel jako druhý po Maneater.
Furtado, Danja a Timbaland píseň společnými silami napsali. Producentské práce se chopil Timbaland a Danja. Píseň zachycuje konverzaci mezi mužem a ženou, kteří se nazývají promiskuitními.
Singl získal i ocenění v Billboard Music Awards 2006 za Nejlepší song a v Juno Awards 2007 za Píseň roku. Promiscuous byla nominována i na cenu Grammy za Nejlepší spolupráci.

## Vznik písně
Po textové stránce zachycuje vztah braný z obou stran jak z mužské tak i z ženské. Promiscuous byla jedna z prvních písní, kterou s Timbalandem vytvořila. O jejich týmové spolupráci později řekla, že i když to předtím nikdy nedělala tak nálada extrémně uvolněná hlavně díky různým stylům a přístupům k písni.
„Při skládání se skutečně flirtovalo, proto je ta píseň tak hravá,“ řekla Danja, který dal i písni pracovní název The BlackBerry Song.
Díky vlivu mnoha interpretů jako Blondie, Madonny nebo Eurythmics, které poslouchali během natáčení, snažili se song navodit do sexuální atmosféry, kterou tito interpreti, často prezentovali.

## Recenze
Promiscuous přijali kritici velmi dobře. Rob Sheffield z Rolling Stone označil Promiscuous za jednu z nejlepších písní z Loose a zvláště pochválil Timbalanda za dobrou práci. Stephen Thomas Erlewine řekl o Promiscuous, že je to nejlepší píseň jakou Furtado udělala, nicméně ji její sexy postoj v písni příliš nevěřil.
Server Pitchfork spolupráci Furtado s Timbaland nazval jako Nečekaně dobré utkání a Promiscous zvolil jako čtvrtou nejlepší píseň roku 2006.

## Videoklip
Ve videoklipu se kromě Furtado objevuje i Timbaland, Justin Timberlake nebo Keri Hilson. Celý klip se natáčel v klubu a Furtado v něm flirtuje s tanečníky.
Klip měl premiéru 3. května 2006 na MTV obdržel i tři nominace na MTV Video Music Awards.

## Úspěchy
V Kanadě píseň debutovala ihned v top pětce, později se propracovala až na nejvyšší příčku, což se stalo Furtado podruhé od singlu I'm Like a Bird.
V USA se Promiscuous stalo nejúspěšnější písní Furtado od začátku její kariéry. Dostala se na první místo a tam vydržela šest týdnů. Do Top 10 se Promiscous dostala téměř ve všech hitparádách
V České republice se Promiscuous dařilo. Dostal se nejvýše na šesté místo.

## Umístění ve světě
| Země           | Umístění |
| -------------- | -------- |
| Německo        | 6        |
| Rakousko       | 12       |
| Dánsko         | 1        |
| Austrálie      | 2        |
| Irsko          | 5        |
| Velká Británie | 3        |
| USA            | 1        |
| Kanada         | 1        |
| Francie        | 15       |
| Česko          | 6        |
| Slovensko      | 2        |

## Úryvek textu
Promiscuous girl
Wherever you are
I’m all alone
And it's you that I want
Promiscuous boy
You already know
That I’m all yours
What you waiting for?